# Veľký Čepčín
Veľký Čepčín es un municipio del distrito de Turčianske Teplice en la región de Žilina, Eslovaquia, con una población estimada a final del año 2024 de 258 habitantes.
Se encuentra ubicado al suroeste de la región, cerca del curso alto del río Váh (cuenca hidrográfica del Danubio) y de la frontera con las regiones de Banská Bystrica y Trenčín.

## Demografía
| Año        | 1994 | 2004    | 2014     | 2024    |
| ---------- | ---- | ------- | -------- | ------- |
| Población  | 225  | 215     | 245      | 258     |
| Diferencia |      | −4,44 % | +13,95 % | +5,30 % |

| Año        | 2023 | 2024    |
| ---------- | ---- | ------- |
| Población  | 253  | 258     |
| Diferencia |      | +1,97 % |